# Slovenski knjižni sejem
Slovenski knjižni sejem je vsakoletni prodajni B2C sejem, na katerem se predstavljajo slovenski knjižni založniki. Od leta 1993 ga prireja Zbornica knjižnih založnikov in knjigotržcev pri Gospodarski zbornici Slovenije, odvija se v Gospodarskem razstavišču v Ljubljani.
Gre za največjo in najstarejšo tovrstno prireditev v Sloveniji, ki se je udeleži več kot 100 razstavljavcev, obišče pa jo približno 30.000 ljudi (po podatkih organizatorja). Organizator od leta 2015 izbere tudi mednarodni fokus in poleg slovenskih založb povabi goste iz izbranega tujega okolja (Francija, Italija, nemško govoreče dežele, Madžarska, EU). 
Po prvi izvedbi na Gospodarskem razstavišču leta 1972 se je sejem najprej odvijal na dve leti, nato pa vsako leto. Več desetletij so ga prirejali v ljubljanskem Cankarjevem domu, od leta 2022 pa zaradi prostorskih omejitev spet na Gospodarskem razstavišču.
V sklopu sejemskega dogajanja Zbornica med drugim podeljuje Schwentnerjevo nagrado za posebne dosežke v založništvu in knjigotrštvu, veliko nagrado za knjigo leta, nagrado za najboljši knjižni prvenec, nagrade za najbolje oblikovane slovenske knjige, nagrada Nede Pagon in nagrado za najboljšo poslovno knjigo. Organizirane so tudi različne predstavitve knjig, pogovori z avtorji, javne okrogle mize, projekcije filmov, glasbeni nastopi, otroške delavnice idr.